# Kirjat Chajim-Kirjat Šmu'el
Kirjat Chajim-Kirjat Šmu'el (hebrejsky: קריית חיים-קריית שמואל) je jedna z devítí základních administrativních oblastí města Haifa v Izraeli. Je nazývána Čtvrť číslo 1. Nachází se na severovýchodním okraji města, na pobřeží Haifského zálivu. Od vlastního města ji odděluje Haifský přístav a související průmyslově-komerční zóna. Sestává ze dvou dříve samostatných obcí městského typu, které byly dodatečně připojeny k Haifě: Kirjat Chajim a Kirjat Šmu'el. Rozděluje se na tři základní podčásti: Kirjat Šmu'el, Kirjat Chajim Ma'aravit a Kirjat Chajim Mizrachit.
Populace je židovská, bez arabského prvku. Rozkládá se na ploše 4,17 kilometru čtverečního. V roce 2008 ze žilo 32 630 lidí. Z toho 30 880 Židů.